# Pakhokku Airport
Pakhokku Airport är en flygplats i Myanmar.   Den ligger i regionen Magwayregionen, i den centrala delen av landet, 210 km nordväst om huvudstaden Naypyidaw. Pakhokku Airport ligger 54 meter över havet.
Terrängen runt Pakhokku Airport är platt. Runt Pakhokku Airport är det ganska tätbefolkat, med 207 invånare per kvadratkilometer. Närmaste större samhälle är Pakokku, 1,6 km väster om Pakhokku Airport. Trakten runt Pakhokku Airport består till största delen av jordbruksmark.